# Dienstleiter
Dienstleiter, (en español: Líder de Servicio) era un alto rango político del Partido Nacionalsocialista Obrero Alemán del Tercer Reich que existió entre 1933 y 1945. El rango se creó por primera vez después de la toma del poder por parte de los nacionalsocialistas y sirvió como el segundo rango más alto del nivel organizativo del Reichsleitung del Partido Nacionalsocialista, subordinado al Reichsleiter.

## Creación y primeros usos
El rango de Dienstleiter se creó en el año 1933 después de que Adolf Hitler se convirtiera en Canciller de Alemania. Casi inmediatamente, los nacionalsocialistas comenzaron el proceso de Gleichschaltung para eliminar el gobierno local y fusionar los cargos gubernamentales y civiles con la estructura política del Partido Nacionalsocialista. El rango de Dienstleiter fue el rango más alto de ascenso a nivel nacional, aunque un rango más alto que el de Reichsleiter también existió por orden directa de Hitler.
La versión original de Dienstleiter se dividió en dos rangos separados: el rango estándar de Dienstleiter y un rango más alto de Hauptdienstleiter. Los deberes del rango primario implicaban el liderazgo de las principales oficinas nacionales del partido, y muchos de los que tenían el rango de Dienstleiter también tenían altos cargos gubernamentales y civiles en el gobierno alemán.